# منير بكيري
منير بكيري- رياضي بارالمبي من الجزائر، يلعب بشكل أساسي في منافسات دفع الجلة من فئة F32.

رمي الجلة

شارك بكيري في دورة الألعاب البارالمبية الصيفية 2008 في بكين بالصين، ودورة الألعاب البارالمبية الصيفية 2012 في لندن بالمملكة المتحدة. واستطاع بكيري من خلال هاتين الدورتين الفوزبميدالية برونزية في منافسات دفع الجلة للرجال F32.

## المشاركات الرياضية
شارك بكيري بجانب مشاركاته في الدورات البارالمبية، في بطولة العالم لألعاب القوى لذوي الإعاقة، والجدول التالي يوضح هذه المشاركات والميداليات التي حصل عليها بكيري:
| م | الحدث الرياضي                          | العام | البلد                   | الرياضة                                                        | النتائج                    |
| - | -------------------------------------- | ----- | ----------------------- | -------------------------------------------------------------- | -------------------------- |
| 1 | بطولة العالم لألعاب القوى لذوي الإعاقة | 2004  | آسن- هولندا             | رمي الجلة رجال F32 رمي القرص رجال F32 رمي الصولجان رجال F32\51 | فضية برونزية المركز السابع |
| 2 | دورة الألعاب البارالمبية الصيفية       | 2008  | بكين - الصين            | رمي الجلة رجال F32 رمي القرص رجال F32\51                       | برونزية                    |
| 3 | بطولة العالم لألعاب القوى لذوي الإعاقة | 2011  | نيو زيلندا              | رمي الجلة رجال F32\33                                          |                            |
| 4 | دورة الألعاب البارالمبية الصيفية       | 2012  | لندن- بريطانيا          | رمي الجلة رجال F32\33                                          | برونزية                    |
| 5 | بطولة العالم لألعاب القوى لذوي الإعاقة | 2013  | ليون- فرنسا             | رمي الجلة رجال F32\33 رمي الصولجان رجال F31\32\51              | المركز السابع              |
| 6 | بطولة العالم لألعاب القوى لذوي الإعاقة | 2015  | الدوحة- قطر             | رمي الصولجان رجال F32                                          |                            |
| 7 | دورة الألعاب البارالمبية الصيفية       | 2016  | ريو دي جانيرو- البرازيل | رمي الصولجان رجال F32                                          |                            |

## روابط خارجية
- منير بكيري في اللجنة البارالمبية الدولية